# Запад 24
Запад 24 — региональный телеканал Калининградской области, начавший вещание с 6 марта 2020 года. Базируется на 22-й кнопке всех операторов Калининградской области.

## История
Основан 6 марта 2020 года. Учредителем компании выступила Всероссийская государственная телевизионная и радиовещательная компания (ВГТРК).
Потенциальная аудитория телеканала — 14 миллионов человек.
31 марта 2021 года телеканал получил статус муниципального обязательного общедоступного телеканала для Калининграда, что дало право на «22-ю кнопку» в кабельных сетях города.

## Вещание

### Спутник
- «Триколор ТВ»

### Цифровое
- «МТС ТВ»
- «Ростелеком»
- «Билайн ТВ»
- «МегаФон ТВ»

Также канал осуществляет эфирное вещание на территории Калининградской области.